# Raffaellino del Garbo
Raffaellino del Garbo, född 1466 i Florens, död 1524, florentinsk målare, fick namnet Garbo efter den gata, vid vilken hans verkstad låg. 
Han var lärjunge till Filippino Lippi och biträdde denne vid utförandet av freskomålningar i Santa Maria sopra Minerva i Rom (omkring 1493). Sedermera stod han under inflytande även av Domenico Ghirlandajo. Han utförde en stor freskomålning i Santa Maria Maddalena dei Pazzi i Florens och altarbilder, nu bevarade i museerna i Florens, Paris och Berlin. Garbo tillhör antalet av de italienska konstnärer, som, fostrade i 1400-talsmåleriets anda och vanor, av högrenässansen tillägnade sig blott en del yttre drag och uttryckssätt.